# Lotus edulis
Lotus edulis — вид квіткових рослин родини бобові (Fabaceae).

## Біоморфологічна характеристика
Однорічна, запушена трава. Стебла 10–45 см, прямовисні або висхідні, гіллясті. Листові фрагменти 5–15 × 4–10 мм, обернено-яйцюваті. Суцвіття з 1–2 квітів на стеблах 20–50 мм. Віночок 10–14 мм, жовтий. Стручки 15–35 × 5–10 мм, вигнуті. Насіння ≈ 2,5 × 2 мм. Квітне з квітня по червень.

## Поширення, екологія
Країни поширення: Північна Африка: Алжир; [пн.] Єгипет [пн.]; Лівія [пн.]; Марокко; Туніс. Західна Азія: Кіпр; Ізраїль; Ліван; Сирія; Туреччина. Європа: Албанія; Колишня Югославія; Греція [вкл. Крит]; Італія [вкл. Сардинія, Сицилія]; Франція [вкл. Корсика]; Португалія [пд.]; Гібралтар; Іспанія [вкл. пд., сх., Балеарські острови]. 
Населяє луки, канави, краї полів, кам'янисті місцини; 0–300 м.

## Використання
Плоди можна їсти сирими чи вареними. Стручки трохи малі та неважкі, але вони мають досить приємний смак.